# Делфини орцела
Делфините орцела (Orcaella) са род китоподобни, включващ два вида: иравадийски делфин (Orcaella brevirostris) и австралийски тъпомуцунест делфин (Orcaella heinsohni). 

## Таксономия
Дълго време се е смятало, че родът е монотипичен, като единственият вид е иравадийският делфин; въпреки това през 2005 г. е установено, че популациите на иравадийски делфини, обитаващи регионите на Австралия/Нова Гвинея, значително се различават морфологично от другите представители на вида и са обявени за отделен нов вид, наречен австралийски тъпомуцунест делфин.

## Местообитание и разпространение
Иравадийският делфин се среща главно в плитки и крайбрежни води в региона на Индийския и Западния Тихи океан. Диапазонът на неговото разпространение се простира от Бенгалския залив до североизточното австралийско крайбрежие. Често се среща в река Меконг в южен Лаос, от водопада Кхоне чак до камбоджанската граница. Голяма част от данните за иравадийските делфини в този регион се събират от брега на Лаос, където те се наблюдават ежедневно по време на сухия сезон, което вероятно се дължи на важността на дълбоководните басейни в района. Географският им обхват се простира до бреговете на Бангладеш, Мианмар, Тайланд, Виетнам, Малайзия, Сингапур и Индонезия, като някои популации дори са ограничени до сладководна среда, като определени водни басейни в Индия и Тайланд. Известно е, че живеят относително близо до брега, като повечето наблюдения са между 1,6 и 5 километра от бреговата линия.

## Популация
В западния залив Карпентария в Австралия са установени около хиляда екземпляра, въпреки че това число може да е неточно поради липсата на видимост при наблюдения във водата и непредвидимите модели на движение на тези делфини. Те образуват групи от около десет екземпляра, като информацията кара изследователите да приемат, че делфините орцела се срещат само в малки, локализирани популации, а не в големи групи, които пътуват заедно. Въпреки това е трудно да се определи конкретният размер на тяхната популация поради липса на данни и човешка намеса.